# カイクバード1世
アラーウッディーン・カイクバード1世（ペルシア語: كيقباد الأول、
1187年 - 1237年5月31日）は、ルーム・セルジューク朝の第11代スルターン（在位：1220年 - 1237年）。先代カイカーウス1世の弟である。
ギリシャ系の奴隷身分出身者や、モンゴルの征西によって逃れてきたペルシア系の人々を積極的に取り立てて君主の強権を確立し、王朝の最盛期を築いた。また、国力の増大のために商業や文化を振興奨励、支配下の各都市にモスク、隊商宿、ハンマームなどの公共施設を建設した。これらの中には現存するものも多い。

## 生涯

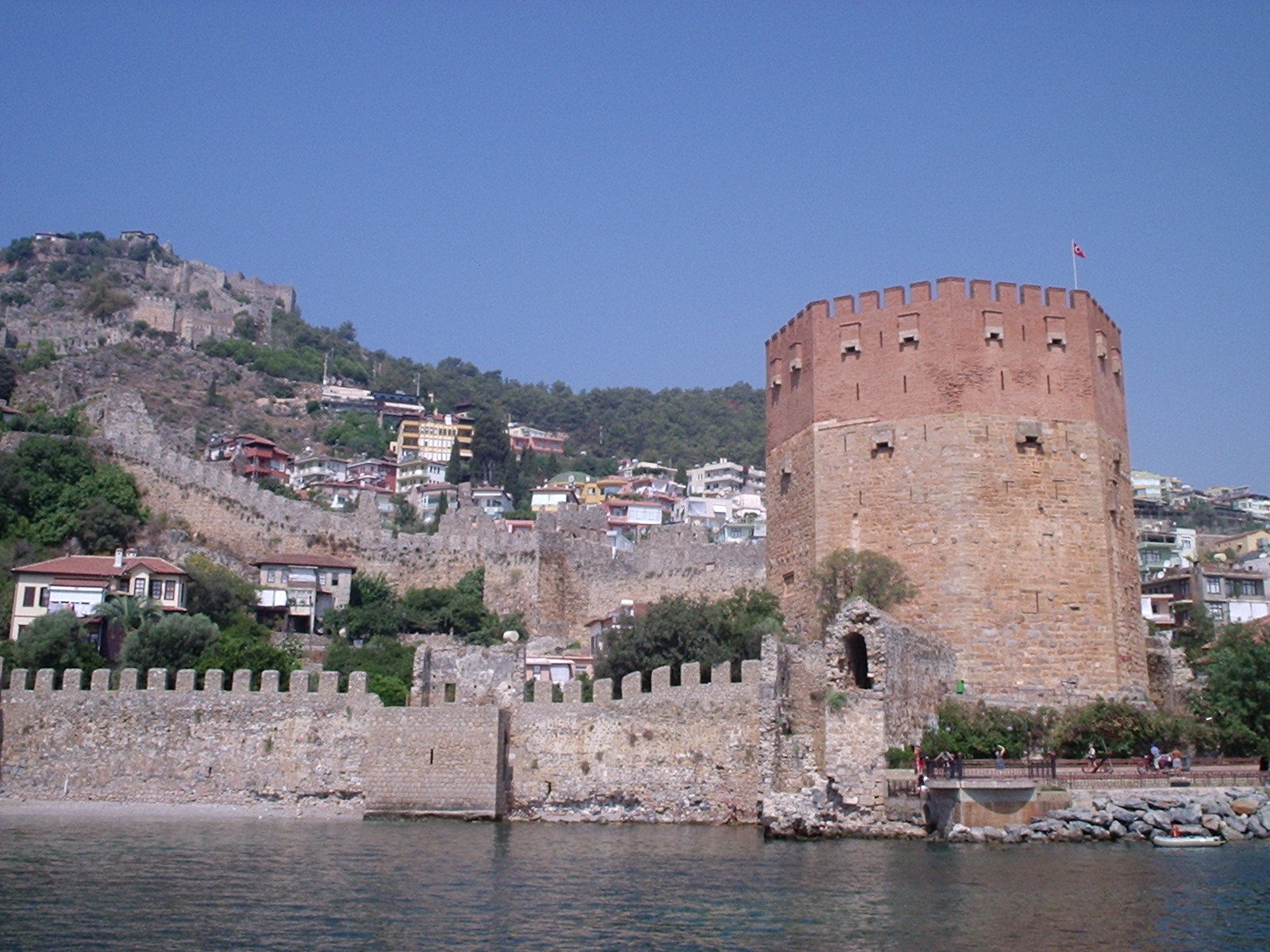
カイクバード1世が建設したクズル・クレ（赤塔、アランヤ）

1211年に父カイホスロー1世がニカイア帝国に敗れて戦死した後、兄カイカーウス1世との後継者争いに敗れて監禁されていた。1219年に兄が病死すると後継者としてコンヤに迎えられて即位した。対外的には領土拡大を積極的に行い、1223年にカロノロス（現在のアランヤ）を征服して地中海岸の領土を広げた。1227年にはスィノプから黒海を越えて軍を送り、クリミア半島の港湾を征服、周辺のキプチャク遊牧民を服属させた。
1230年にはアナトリア東部で再起を図っていたホラズム・シャー朝のジャラールッディーン・メングベルディーを破ってその領土を吸収し、さらにエジプトのアイユーブ朝とシリア北部の領有をめぐって対立し、1234年にアナトリアに侵入したアイユーブ朝の軍を撃退した。カイクバード1世の治世にルーム・セルジューク朝の領土は最大限に広がり、その最盛期を築き上げセルジューク朝の復興を遂げた名君と評価される。
1237年に軍を召集して新たな遠征に出発しようとした途上、カイセリで急逝した。後を継いだ長男のカイホスロー2世により毒殺されたとする説が有力である。カイホスロー2世の治世にはトゥルクマーン遊牧民の反乱が起こり、またアゼルバイジャンに駐留するモンゴル軍に敗れて、ルーム・セルジューク朝は急速に衰退していった。